# Patrick Pons

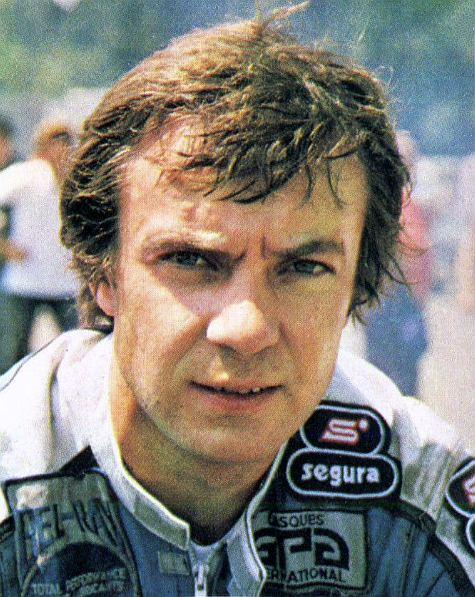
Patrick Pons (1978)

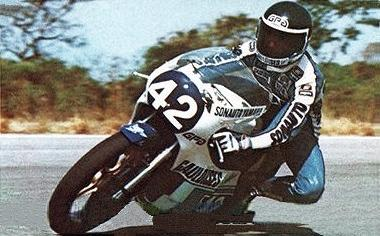
Patrick Pons auf 350-cm³-Yamaha (1979)

Patrick Pons (* 24. Dezember 1952 in Paris; † 12. August 1980 in Northampton) war ein französischer Motorradrennfahrer.
Seine erfolgreichste Saison in der Motorrad-Weltmeisterschaft hatte er 1974, als er sowohl in der 250-cm³- als auch in der 350-cm³-Klasse den dritten Platz in der Gesamtwertung belegte.
Pons wurde 1979 mit dem Titelgewinn in der Formel 750 erster französischer Straßenweltmeister. Er pilotierte eine Yamaha TZ 750. In der Saison 1980 gewann er das prestigeträchtige Daytona 200. Wenige Monate später, am 10. August 1980, verunglückte er beim Grand Prix von Großbritannien in Silverstone im 500-cm³-Rennen schwer und starb am 12. August 1980 an den bei diesem Unfall erlittenen Verletzungen. Pons liegt auf dem Cimetière de Montmartre in Paris begraben.